# Tempestade tropical Thelma
A tempestade tropical Thelma (designação do JTWC: 27W; designação filipina: Uring) foi o sistema tropical mais mortífero da temporada de tufões no Pacífico de 1991, matando mais de 5 000 pessoas enquanto cruzava as Filipinas. Thelma formou-se de uma depressão tropical a sudeste das Filipinas e seguiu para oeste-noroeste, atingindo o arquipélago filipino em 5 de Novembro de 1991. Continuando a seguir para oeste, Thelma atingiu o Vietnã em 8 de Novembro. Os danos foram muito severos nas Filipinas. Cerca de 5 000 pessoas morreram principalmente devido às chuvas fortes. Estimativas concluíram que o número de mortos poderia ter passado de 8 000.